# Старе місто (Сімферополь)
Старе місто (крим. Eski şeer) — район Сімферополя, в Київському та Центральному адміністративних районах.
До кінця XVIII століття був історичним ядром міста. В районі розташована найстарша будівля міста — Кебір-Джамі, 1508 року будівництва.

## Опис
Складається з вузьких і коротких вулиць «азійської забудови». До початку ХХ століття переважали вулиці з єврейським, караїмським, кримчацьким, кримськотатарським, ромським, грецьким та вірменським населенням. Основну частину забудови складають будівлі XIX століття. Однак у районі присутні й більш ранні житлові та господарські будівлі.
Мандрівники XIX століття називали його також «Азійське місто» на противагу європейським регулярним кварталам нового центру міста. В наш час до Старого міста зараховують також частину суміжних кварталів одноповерхової європейської забудови XIX століття.
Старе місто приблизно обмежене нинішніми вулицями Леніна, Проспектом Кірова, Козлова та Червоноармійської. За вулицею Крилова (Цвинтарна), розташовувалися міські кладовища.
Старе місто ділиться на Нижнє, Верхнє та Циганську слободу.
- Нижнє cтаре місто (Ашаги ескі шеер, крим. Aşağı eski şeer) – знаходиться ближче до центру міста, там знаходиться Кебір-Джамі, караїмська кенаса, Грецькі торгові ряди, Свято-Петро-Павлівський кафедральний собор.
- Верхнє cтаре місто (Юкари eскі шеер, крим. Yuqarı eski şeer) – знаходиться вище вулиці Єфремова (історичні Шкільна, Мільйонна, Підгірна), там знаходиться височина Кая-Баш та сучасний телецентр.
- Циганська слобода (Чінгене Мааллеси, крим. Çingene maallesı) – квартали перед Петрівською балкою, була заселена кримськими ромами і так званими гурбеті, балканськими ромами.
- Сеїт Сеттар Мааллеси (крим. Seit Settar maallesı) – квартали між Першим міським цвинтарем та Старим татарським цвинтарем, сформувалися навколо мечеті Сеїт-Сеттар.[2]
- Також існували професійні квартали, такі як демірджі мааллеси, квартал ковалів, а також кримчацькі райони Ахмеч та Каал.
- Іноді до Старого міста зараховують Верхню солдатську слобідку, що знаходиться за телецентром.

## Історія

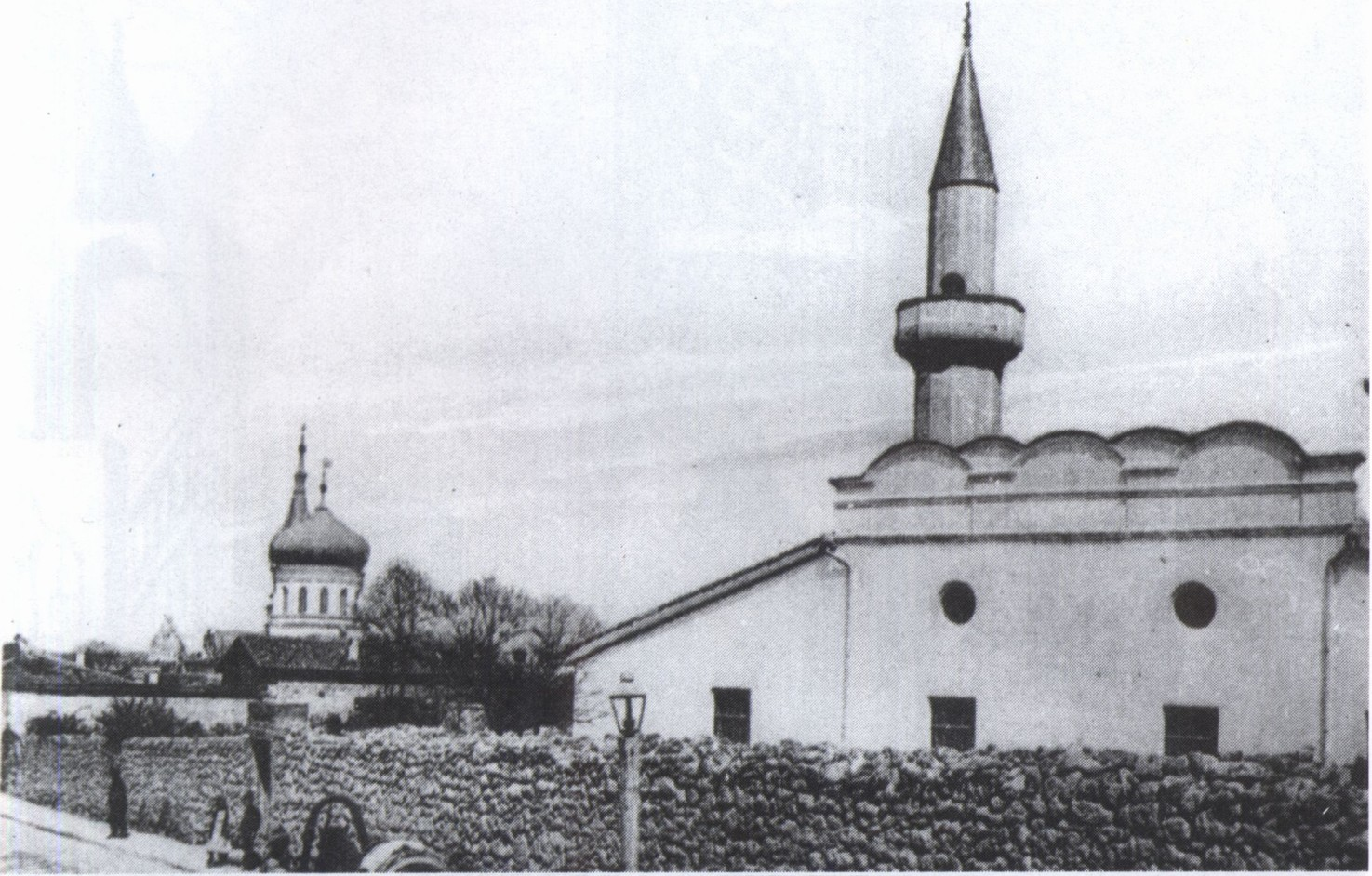
Мечеть Кебір-Джамі (1508) що є найстарішим будинком Сімферополя, 1916 рік.

Район Старого міста склався на території Акмесджита, який у 1784 році перейменували у Сімферополь. Місто у той час складалося з двох частин — Султан-Базар на березі Салгіру, де розташовувався палац калги-султана, та міські квартали на пагорбі, сучасне Старе місто.
Головна мечеть — Кебір-Джамі була побудована в 1508 з вапняку біло-сірого кольору, через що місто отримало свою назву «Біла Мечеть».
До 1783 року в Акмесджиті було 308 будинків, з них розвалених будинків — 84, 7 мечетей, 1 медресе та 3 мектеби.

Літератор, що відвідав Акмесджит, Павло Сумароков, так описував населений пункт:
«Вузькі, випромінюючі і присічені вулиці, обнесені безперервними високими огорожами (всередині яких приховані будинки), подібні до скрутного лабіринту».
Більшість будинків на той час були одноповерховими й будувалися на глиняному розчині із буту, дах був зроблений з черепиці. Квартали міста мали викривлену форму і були розділені між собою вузькими вулицями та численними глухими кутами. У двоповерхових будинках перші поверхи відводились під господарські потреби. Таке розташування вулиць і кварталів мало використовуватися у разі захоплення міста ворогами, де вони були б дезорієнтовані і загубившись у лабіринтах вулиць могли бути знищені.

Питну воду жителі брали із джерел, що знаходилися біля східних схилів Неаполя Скіфського. Вчений Петро-Симон Паллас так описував гідротехнічну систему міста:
«Раніше місто постачалося водою через підземний водогін, з джерела, що знаходилося за три версти від міста, поблизу Бахчисарайської дороги».
Після окупації Криму Російською імперією було ухвалено рішення перенести центр утвореної на більшій частині земель ханства Таврійської області з Карасубазара до Акмесджита. У протоколі засідання Таврійського обласного правління від 23 травня 1784 року зазначається, що «з Акмечета буде губернське місто Сімферополь». У 1784 році під керівництвом князя Григорія Потьомкіна-Таврійського на території, що знаходиться на північний захід від мечеті Кебір-Джамі, почалося будівництво адміністративних і житлових будівель та православного храму. Нині це Центр — частина міста, обмежена з трьох сторін вулицями Олександра Невського (тоді Олександро-Невська), Павленко (Інженерна), Маяковського (Зовнішня) та вулицями Караїмська, Кавказька та Пролетарська з четвертою.
Однак, Стере місто продовжувало розвиватися, тут була заложена перша військова казарма російських військ — у південно-східній, найвищій частині (в районі нинішнього телецентру). Після укладання Яського миру казарми стали не потрібні, і тут розмістився військовий шпиталь, під якого отримала назву площа Госпитальна.
Історик Борис Куфтін, що відвідав Сімферополь у 1925 році, звертав увагу на конструкцію дахів татарських жител.
1927 року для потреб 13-тисячного «татарського кварталу» було збудовано кінотеатр імені Субхі (після депортації кримських татар — кінотеатр «Батьківщина»).
Після хвилі репресій, Другої світової війни та виселень Старе місто сильно втратило в населенні. Нових переселенців розміщували де завгодно, тільки не там: після передачі Криму Українській РСР у Сімферополі почалося великомасштабне житлове будівництво, для статистики там же треба було когось розміщувати, та й хрущовки були кращими, ніж позбавлені каналізації будинки в Старому місті.
Часто сюди заселялися соціальні низи, які не мали можливості на щось інше. В результаті склалося те, що склалося: район за два кроки від Радянської площі та проспекту Кірова, тобто в центрі міста, куди з настанням темряви краще не потикатися, якщо ти не місцевий чи не знаєш там когось.
Розбиті, невідомо скільки років не ремонтовані дороги, трамвайні рейки, які забули прибрати з 1970 року, коли було ліквідовано сімферопольський трамвай, тут же пучки телефонних проводів, що звисають зі стовпів.
У 1970-і роки, під час реконструкції частини Старого міста, що примикала до проспекту Кірова, було знесено костел (1974) та єврейську синагогу (1975). На місці синагоги та костелу звели двоповерхову будівлю з величезними вікнами, магазин «Океан» — де торгували всілякою рибою: живою, мороженою, консервованою.
Для того, щоб розвантажити прлмпект Кірова від надлишку автотранспорту, зменшити викид вихлопних газів автомобілів у центрі міста, ухвалюється рішення збільшити пропускну спроможність вулиць Пролетарської, Кавказької, Пархоменка (Караїмська). Ними планувалося пустити вантажний автотранспорт, проспект Кірова для нього закривався, рух тут ставав одностороннім. По суті від вулиці Козлова до перехрестя вул. Леніна та Пролетарської виникала нова автотранспортна магістраль. За її будівництва та благоустрою прилеглої території довелося знести житлові одноповерхові (іноді двоповерхові) будинки будівлі 2-ї половини XIX — початку XX століття.
Внаслідок масового знесення старої житлової забудови фактично перестали існувати провулки Одеський, Бондарний, Петропавлівський, частина вулиць Ремісничої, Більшовицької, Жовтневої. У 3-му виданні довідника «Сімферополь», що вийшов друком у 1989 році ще присутні вказівки на місце розташування пров. Одеського (перейменованого на Урадова), Бондарного та Петропавлівського. Минуло лише п'ять років, і в роботі В. Є. Полякова «Вулиці Сімферополя», виданої 1994 року, вже міститься згадка про те, що в результаті реконструкції кварталу провулок Одеський практично не зберігся. Провулок Петропавлівський тут взагалі не згадується, що цілком логічно, оскільки він припинив існування 1989 року. В інформаційно-довідковому атласі «Сімферополь» 2006 видання провулки Бондарний, Одеський (Урадова) та Петропавлівський також не згадуються. Натомість наводиться сучасна схема планування вул. Одеської, Більшовицької та Ремісничої із зазначенням нині існуючої нумерацією будинків.

## Визначні пам'ятки
- Кебір-Джамі
- Сеїт-Халіль Челебі
- Кенаса
- Нер-Томід
- Талмуд-тора
- Сеїт-Сеттар
- Хаджі Сеїт-Нафе
- Грецькі торгові ряди
- Свято-Троїцький жіночий монастир
- Будинок Макурина
- Кінотеатр імені Субхі
- Історико-етнографічний музей кримчаків
- Кримськотатарський музей мистецтв
- Сімферопольська телевежа

## Галерея

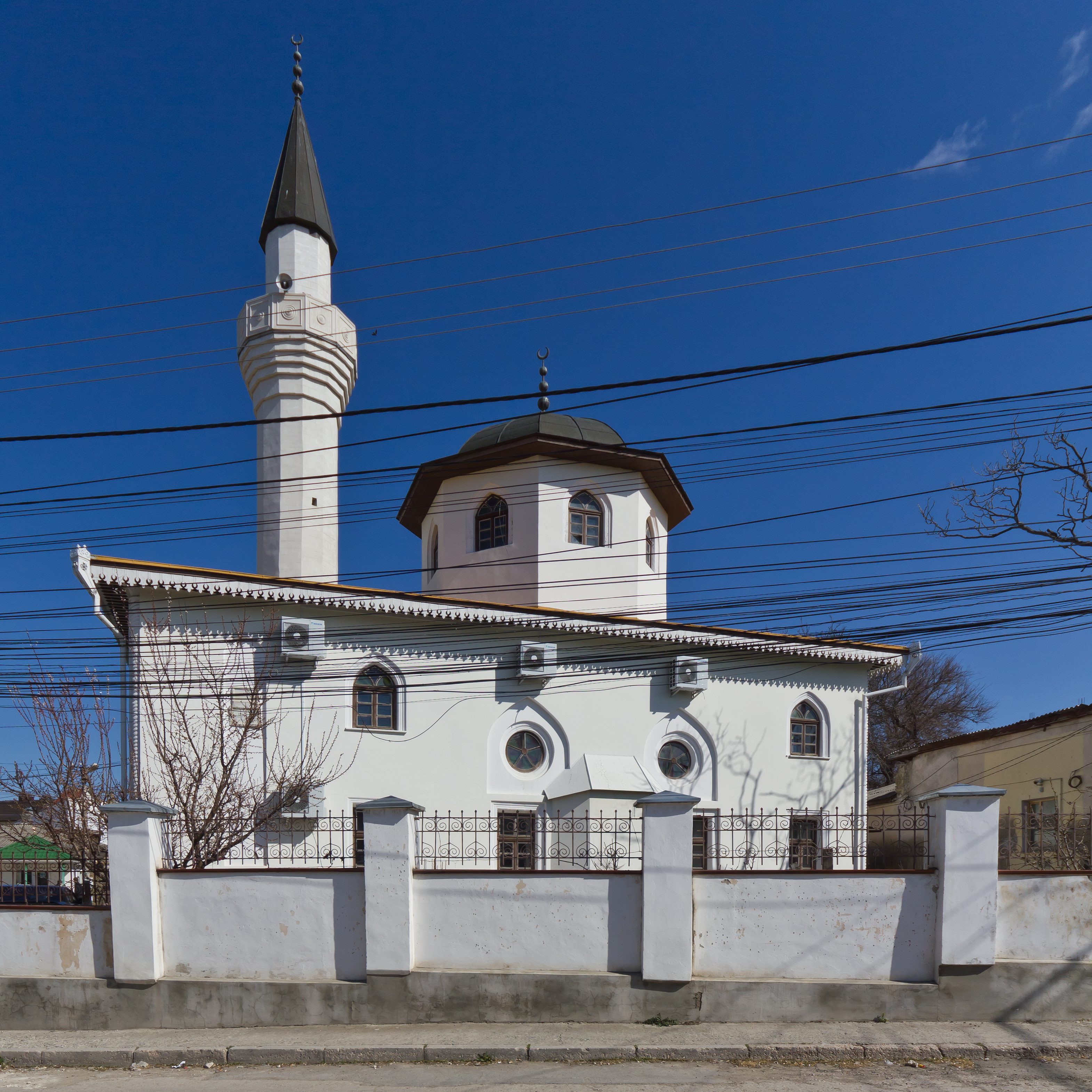
Кебір-Джамі
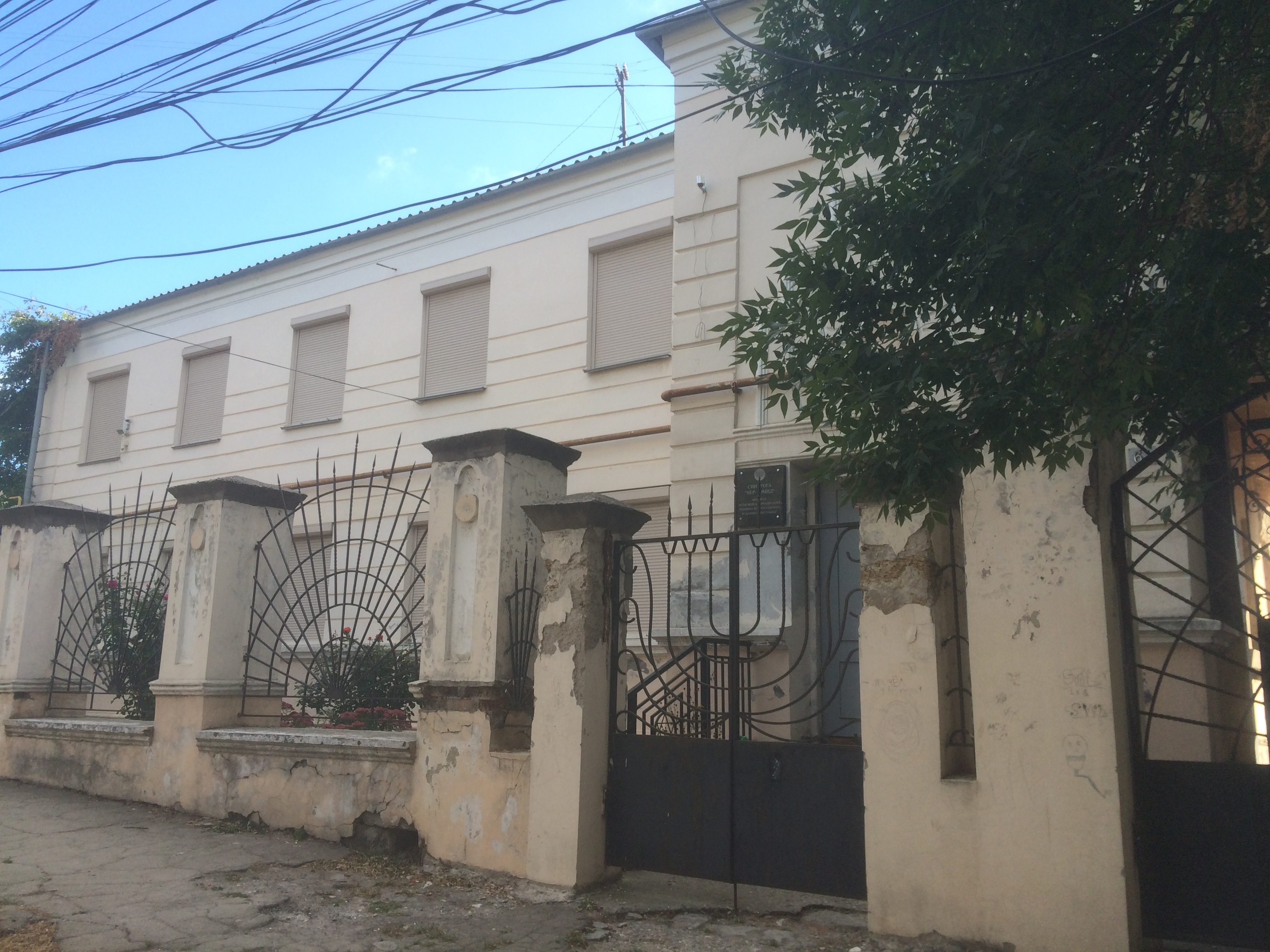
Нер-Томід
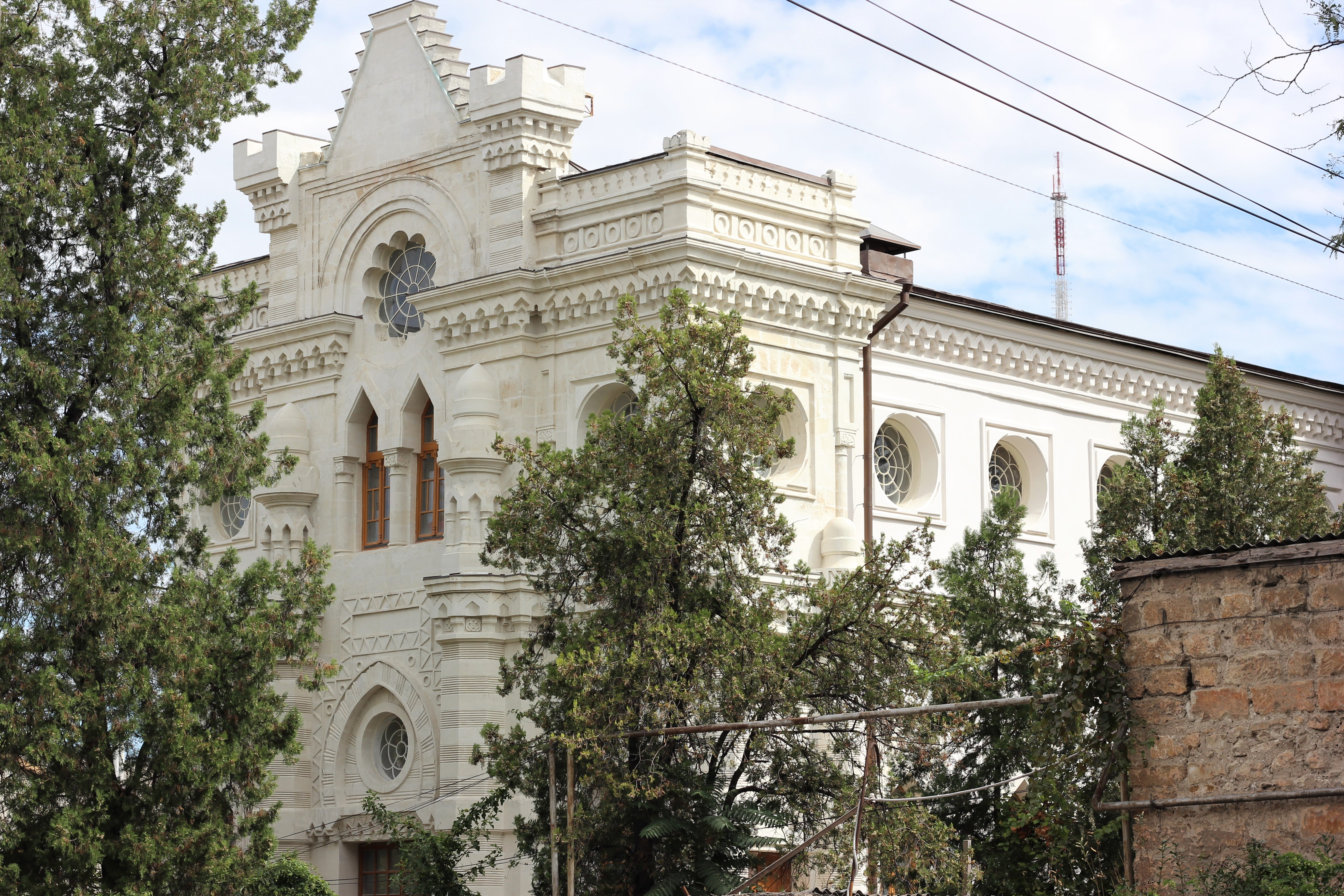
Кенаса
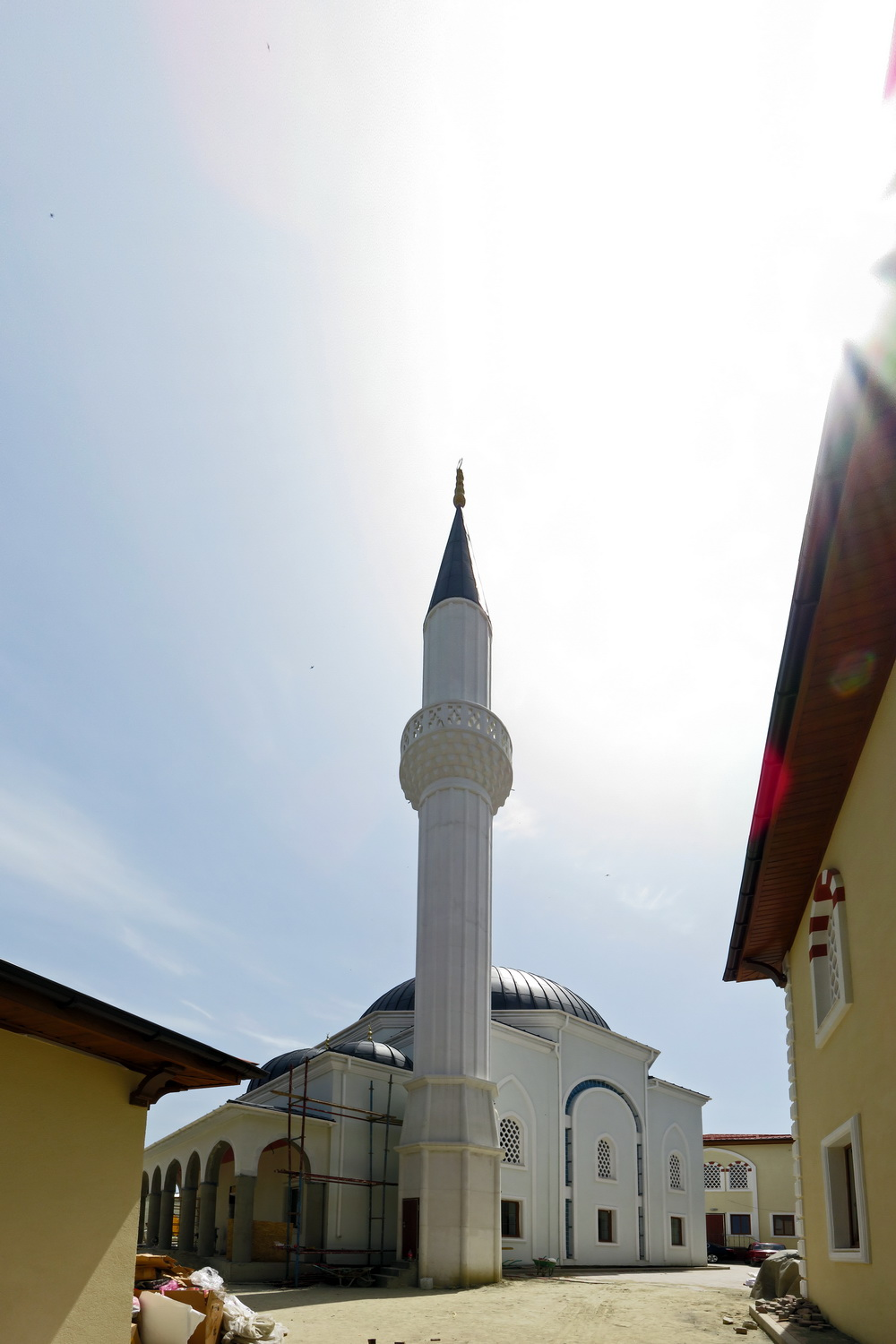
Мечеть Сеїт-Сеттар Челебі
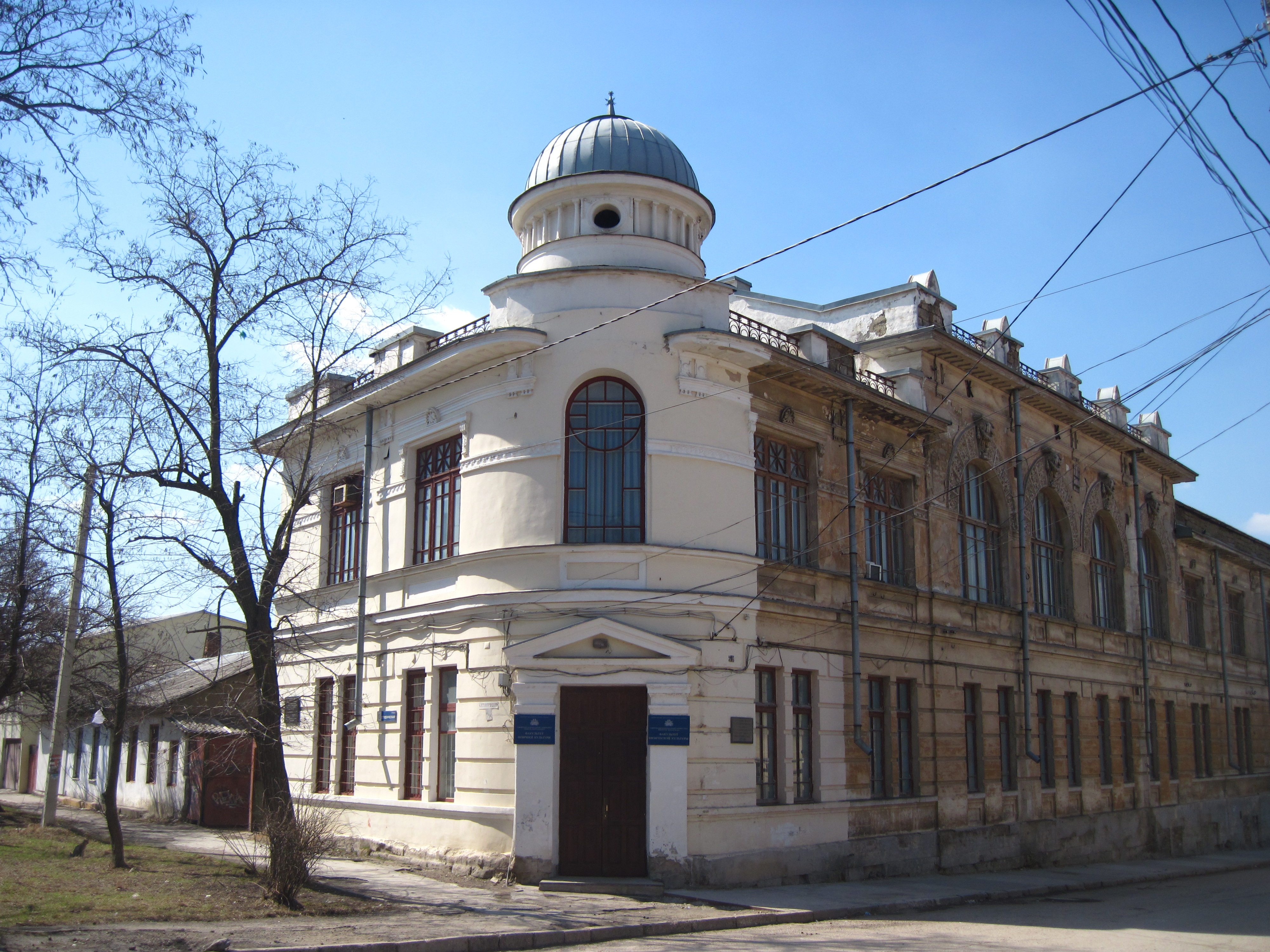
Талмуд-тора
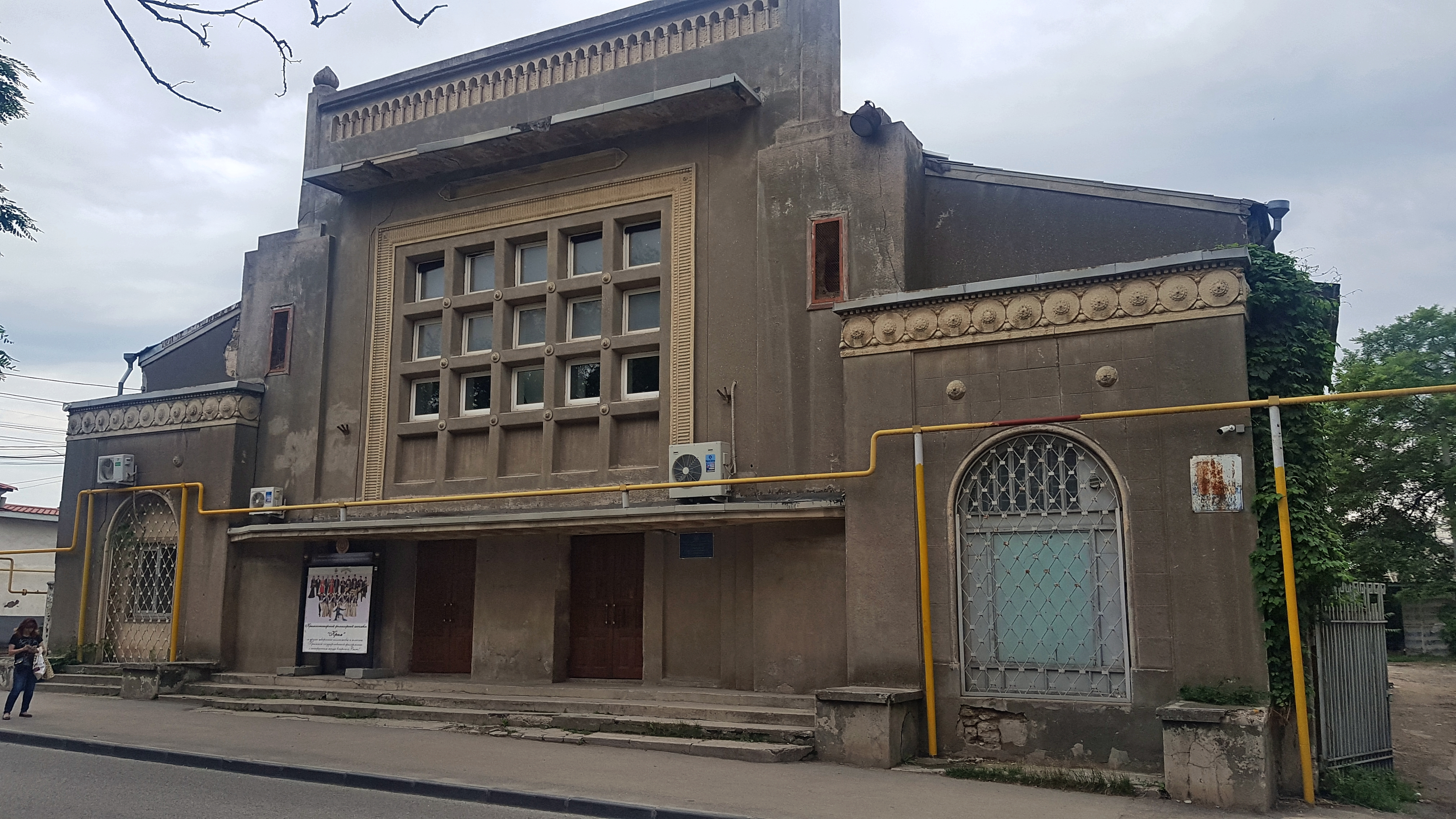
Кінотеатр імені Субхі
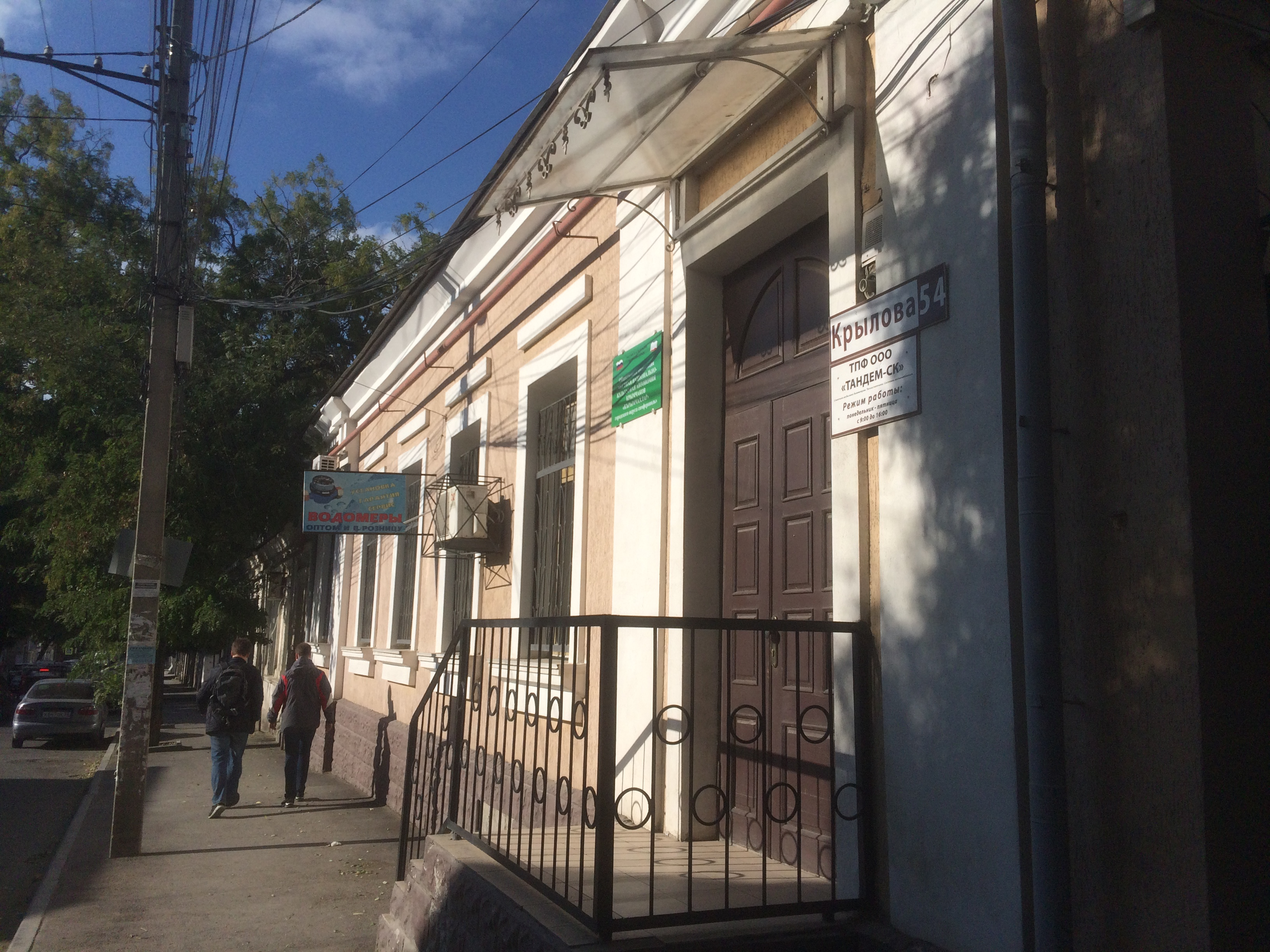
Історико-етнографічний музей кримчаків
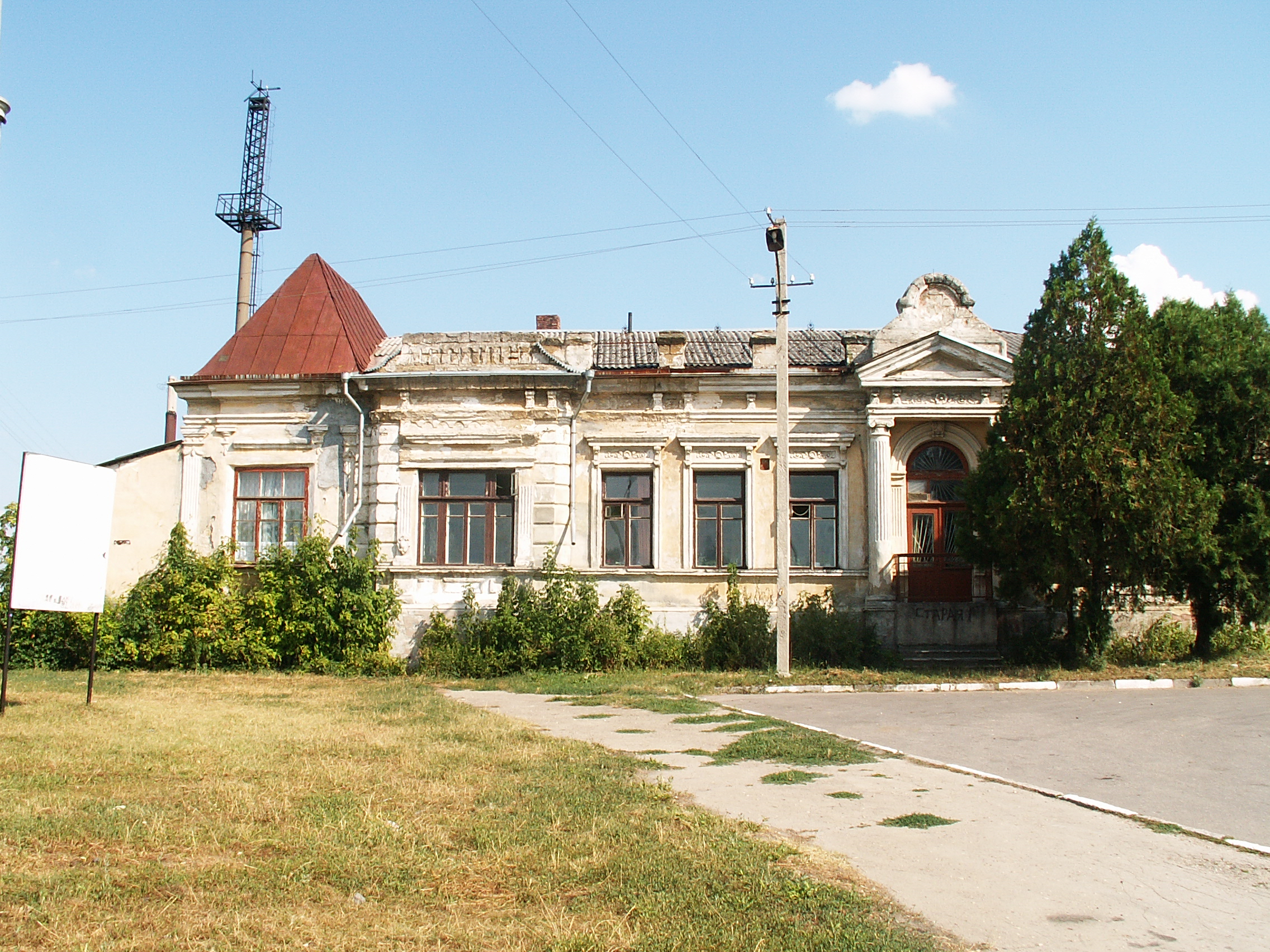
Будинок Макурина
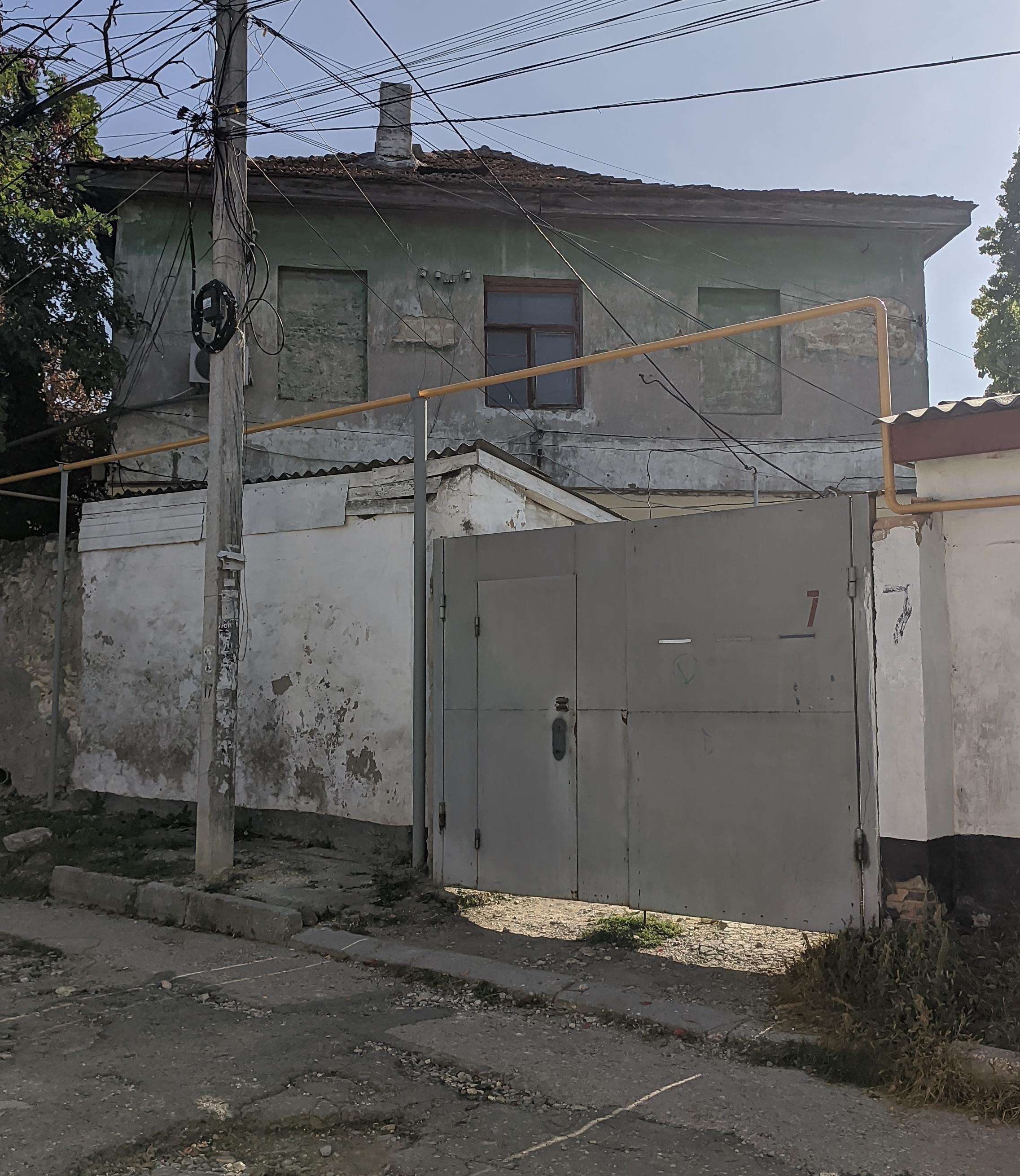
Сеїт-Халіль Челебі
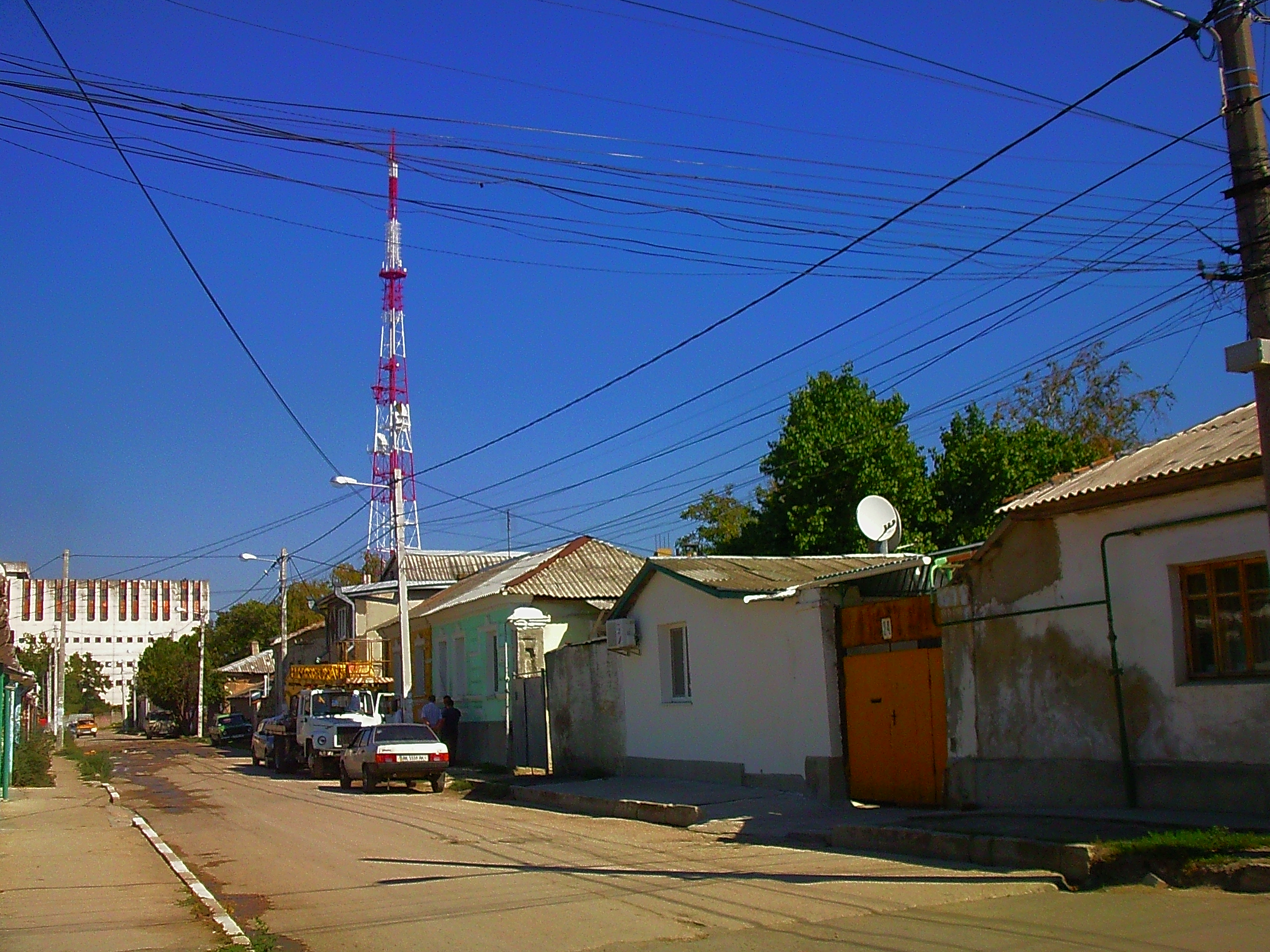
Вид на Сімферопольську телевежу
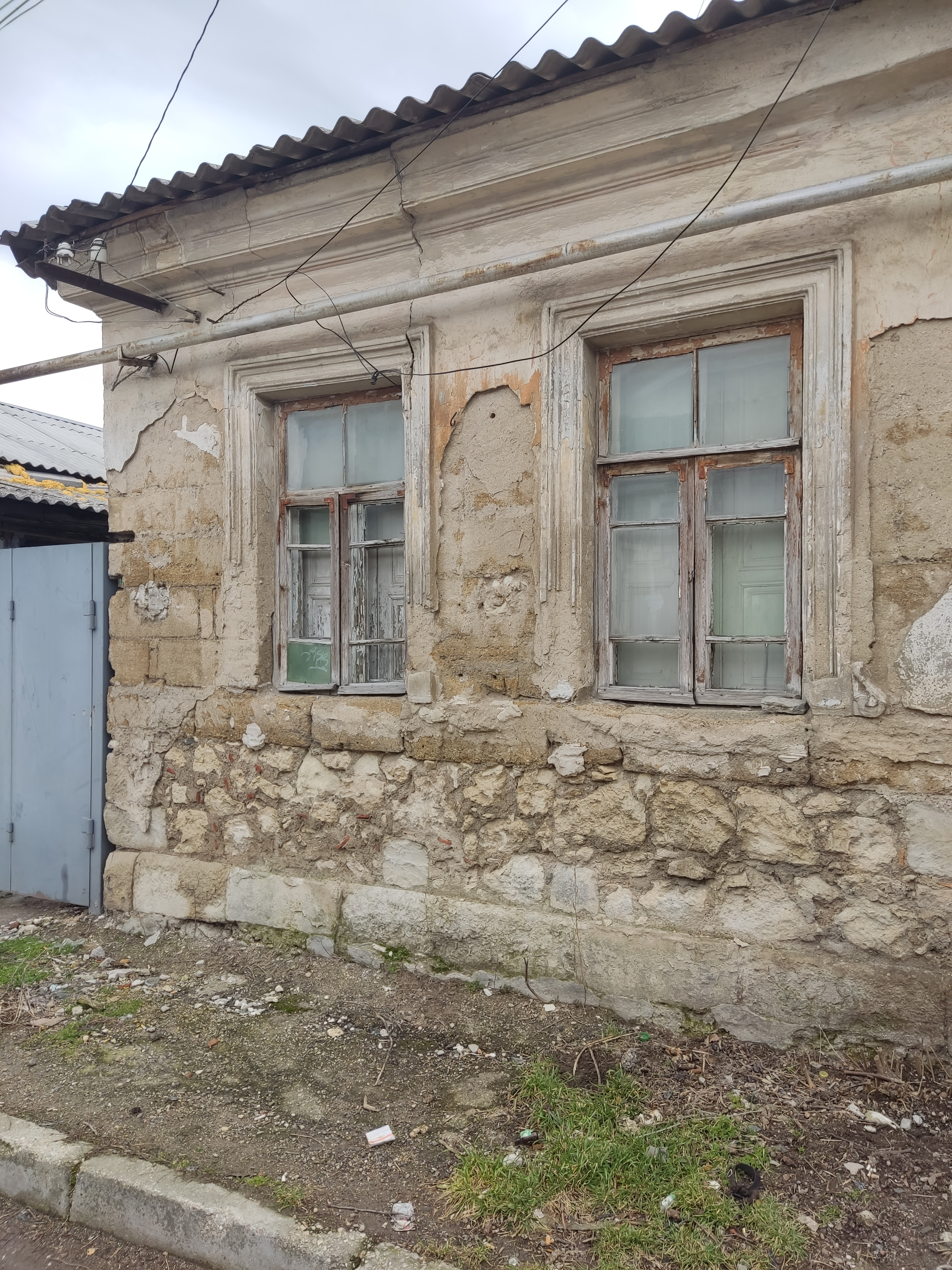
Будинок у Старому місті